# Beltramo
Beltramo  è un nome proprio di persona italiano maschile.

## Varianti
- Maschili: Beltrame

### Varianti in altre lingue
- Germanico: Berahthram[1], Berahthraban[1]
- Inglese: Bertram[1][2]
  - Ipocoristici: Bert[2], Bertie[2]
- Spagnolo: Beltrán[2]
- Tedesco: Bertram[1]

## Origine e diffusione
Deriva dal nome germanico Berahthram, che, composto dai termini beraht (o berht, "brillante", "illustre") e hramn ("corvo"; anche hraban, nella forma estesa Berahthraban), significa "corvo brillante", "corvo illustre" o, in senso lato, "illustre e splendente come il corvo", animale particolarmente caro alla mitologia norrena.
Ben presto si confuse e mescolò con il nome Bertrando, col quale condivide solo il primo elemento, tanto che adesso è difficile separarli, e molte fonti danno al secondo il significato del primo o viceversa, considerandoli l'uno variante dell'altro. Il nome venne portato in Inghilterra dai Normanni, divenendo popolare durante il Medioevo.
Oltre che con Bertrando, il primo elemento che compone il nome (assai comune nei nomi di origine germanica), si riscontra anche in Berto, Roberto, Adalberto, Cutberto, Cuniberto, Bertoldo e molti altri, mentre il secondo si può ritrovare in Volframo, Gontrano, Rabano ed Enguerrand. Ramberto, infine, è composto dai suoi stessi elementi, però invertiti.

## Onomastico
L'onomastico si può festeggiare il 9 settembre in ricordo di san Bettelin, chiamato anche Bertram, discepolo di san Guthlac di Croyland ed eremita.

## Persone
- Beltramo Cristiani, politico e diplomatico italiano

### Variante Beltrán
- Beltrán de la Cueva, politico spagnolo

### Variante Bertram

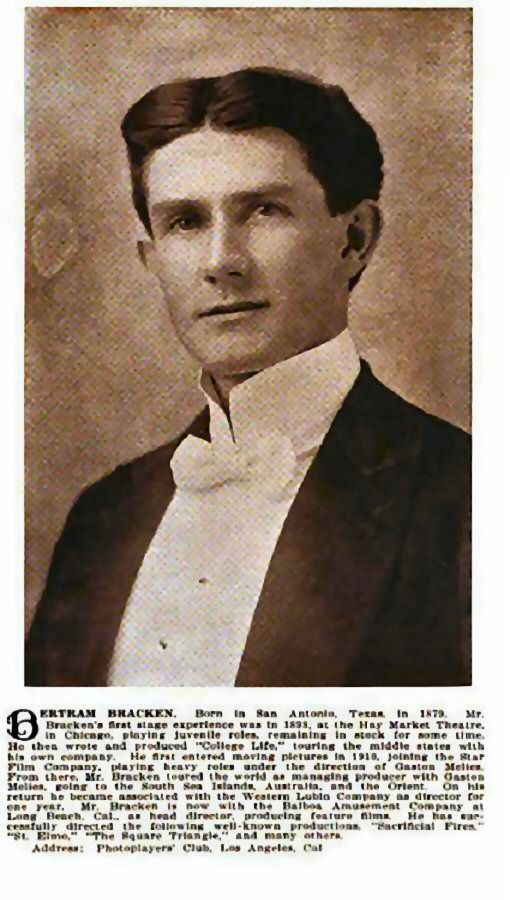
Bertram Bracken

- Bertram Armytage, militare ed esploratore australiano
- Bertram Boltwood, chimico statunitense
- Bertram Bracken, regista, sceneggiatore e attore statunitense
- Bertram Brockhouse, fisico canadese
- Bertram Dean, uno fra gli ultimi superstiti del Titanic
- Bertram Ramsay, militare britannico

## Il nome nelle arti
- Beltramo è un personaggio della commedia di William Shakespeare Tutto è bene quel che finisce bene.
- Beltramo di Rossiglione è protagonista della nona novella della terza giornata del Decameron di Giovanni Boccaccio.